# Гало-эффект (офтальмология)
Гало-эффект или феномен звездообразования — явление, при котором человек наблюдает светящиеся ореолы и лучи вокруг источника света, чаще в ночное время.

## Причины
Наиболее часто указанные явления появляются после лазерной коррекции зрения и связано с площадью обработки роговицы, которая используется на ряде эксимерных лазерных установок.
При расширении зрачка свет проходит через зоны, которые не были подвергнуты лазерному воздействию и их границе — такая неоднородность и вызывает указанное оптическое явление.